# Tomáš Zdechovský
Tomáš Zdechovský (Havlíčkův Brod, 2. studenoga 1979.) je češki političar, pjesnik, fotograf, politički i kršćanski pisac i medijski analitičar. 

## Životopis
Godine 1998. on je završio srednju školu u Ledeč nad Sázavou. Onda studirao dva magisterski programi socijalne pastoralni asistent i učitelj slobodnog vremena na Teološkom fakultetu Južnočeškoj Sveučilišta u Ceske Budejovice. Treći područje studija je završio u 2008. godine na Sveučilištu Masaryk u Brnu, gdje je studirao medije i novinarstvo. On je također diplomirao u političke komunikacije na Salezijanskom Papinskom sveučilištu u Rimu.
Godine 2004. osnovao je agenciju za odnose s javnošću Commservis.com, kojoj je bio šef izvršnog dok je on bio izabran član Europskog parlamenta.

### Političke aktivnosti
Od 2014. godine Tomáš Zdechovský član je Europskog parlamenta za KDU-ČSL. Zdechovský je bil od 2014. do 2019. član Odbora Europskog parlamenta za proračunski nadzor (CONT) i Odbora za građanske slobode, pravosuđe i unutarnje poslove (LIBE) i zamjenik u Odboru za proračun (BUDG).
Tomáš Zdechovský ponovno je izabran 2019. godine. U drugom mandatu je član član Odbora Europskog parlamenta za proračunski nadzor (CONT) i Odbora za zapošljavanje i socijalna pitanja (EMPL).
Od siječnja 2020. godine je Tomáš Zdechovský potpredsjednik KDU-ČSL.

## Djela
Tomáš Zdechovský još objavio četiri zbirke poezije:
- Ze zahrady mé milé (2008)
- Odpusť mým rtům (2009)
- Intimní doteky (2010)
- Kapka (2016)

Osim toga, u 2013. godine je objavio svoju prvu prozu pod naslovom Nekonečné ticho (Beskrajna tišina).

## Vanjske poveznice
- MEP Ranking  Arhivirana inačica izvorne stranice od 1. ožujka 2017. (Wayback Machine)
- Tomáš Zdechovský - Službena stranica
- Profil na službenoj stranici Europskog parlamenta